# Lars Einar Engström

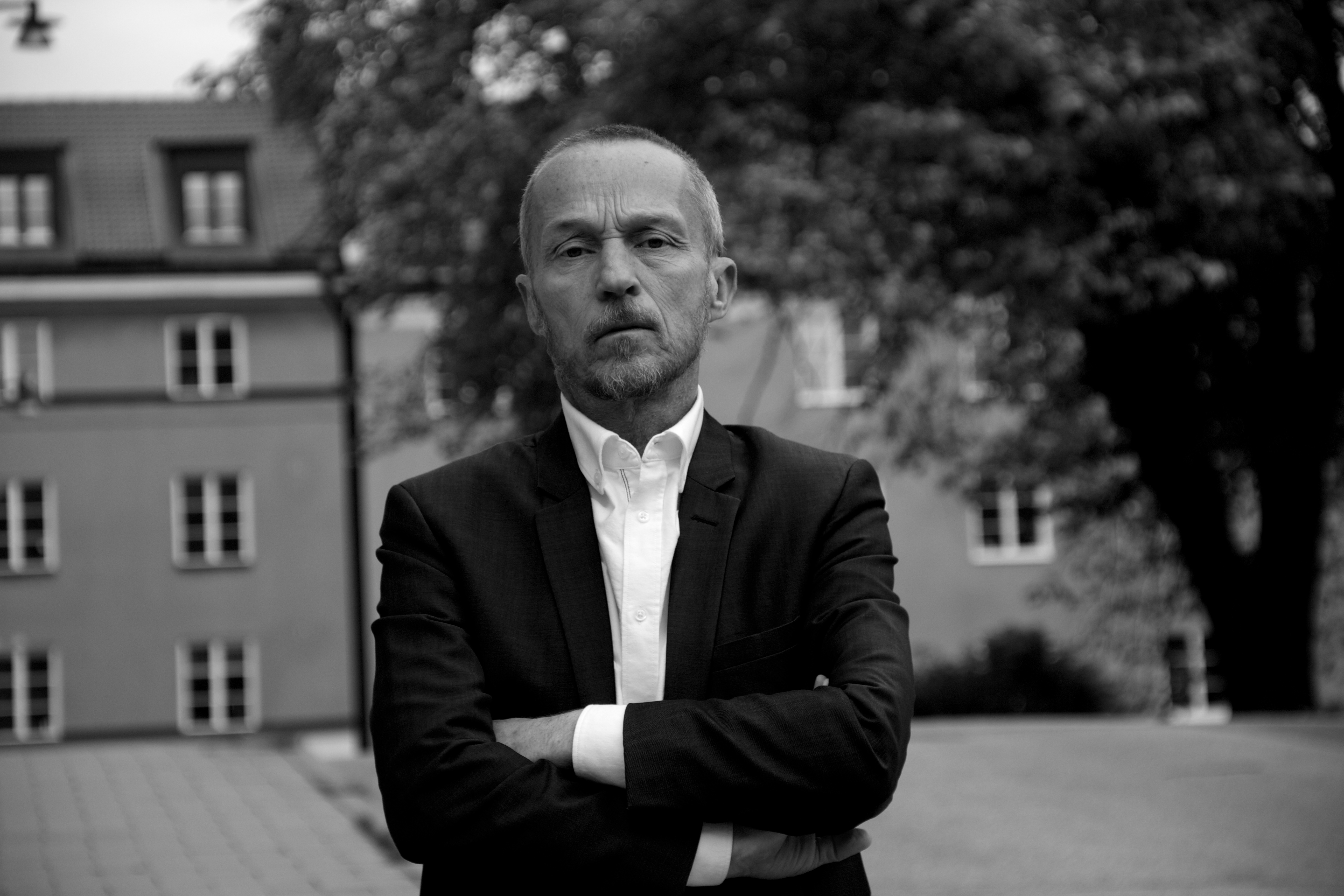
Lars Einar Engstrom (2015)

Lars Einar Engström, född i Gävle, är en svensk psykolog, författare och föreläsare. Han växte upp i Älvkarleby kommun, i norra Uppland. 2007 blev han uppsatt på FN:s lista över män som arbetar med jämställdhetsfrågor i ett större perspektiv.
Under åren 2008-2016 var han knuten till den i New York-baserade organisationen Catalyst där Engström var med och startade projektet MARC, som vänder sig till män i chefsposition och som vill arbeta med jämställdhet och mångfald. Han har även föreläst på flera universitet i frågor kring ledarskap och mångfald, såsom Yale University, USA och Australian National University i Canberra, samt ett flertal universitet och högskolor i Europa.

### På svenska
- En sexists bekännelser, Uppsala Publishing, 2005
- Sexistens Karriärhandbok för unga kvinnor, Premiss förlag, Arenagruppen, 2007
- Våld till vardags, antologi, Ordfront, 2008
- En sexists funderingar, Anderson Pocket, 2010
- Kråkpinnar, PowerPress Danmark, 2016
- Kråkpinnar, Vulkan Förlag, 2017
- På tillfälligt besök (Kråkpinnar del 2), Vulkan Förlag, 2018
- Det handlar om makt, Vulkan, 2021
- Darrar jag, så darrar demokratin, Bite the Bullet Press, 2023

### På engelska
- Confessions of a sexist, Athena Publishing, 2006
- Your career in your hands, Talentor, 2008
- Thoughts of a sexist, egen utgivning, Santerus förlag, 2012
- Stand up be a real man, bloggar från MARC, Catalyst, 2015.